# Kétnyelvű Dél-Szlovákia Mozgalom
A Kétnyelvű Dél-Szlovákia Mozgalom (KDSZ) civil kezdeményezés, amely 2011-ben indult útnak Szlovákiában. A mozgalom célja, hogy elősegítse a magyar nyelv egyenrangú használatát a dél-szlovákiai régiókban, ahol a magyar közösség jelentős számban él. Az aktivisták tevékenysége a nyelvi jogok érvényesítésére, az államnyelv mellett a magyar nyelv hivatalos használatának biztosítására és a kétnyelvűség gyakorlati megvalósítására irányul.

## Történelme
A Kétnyelvű Dél-Szlovákia Mozgalom alapjai 2011-ig nyúlnak vissza, amikor több, fiatalokból álló csoportosulás kezdett el aktivizálódni a nyelvhasználati kérdésekkel kapcsolatban. A mozgalom szoros kapcsolatban állt a Diákhálózattal, egy fiatal magyar értelmiségi és egyetemista közösséggel, amely a szervezet tagjainak jelentős részét biztosította. A KDSZ nem csupán a közösség válaszreakciójaként működött, hanem új politikai és társadalmi frontokat nyitott, proaktívan kezdeményezve a fontos kérdéseket. A szervezet aktivistáinak kiléte sokáig rejtve maradt, 2016-ban viszont felfedték személyazonosságukat. 

## Tagok
Az alábbi lista tartalmazza az egykori és jelenlegi tagokat:

## Tevékenysége
A mozgalom célja nemcsak az volt, hogy reagáljon a közösségét érő problémákra, hanem hogy aktívan alakítsa a közéletet és támogassa a kétnyelvűsítés előrehaladását Szlovákiában. Az egyik első kezdeményezésük a "matricázás" volt, melynek során számonkérő matricákat helyeztek el olyan közintézményeken, ahonnan hiányoztak a kétnyelvű magyar feliratok és a magyar lakosság aránya jelentős volt. A kampány célja a nyelvi jogok érvényesítése és a közszolgáltatások nyelvhasználatának javítása volt.

### Peredi helységnévtábla lecserélése
Pered község önkormányzata 2012. március 10-én népszavazást tartott a község szlovák nevének (Tešedíkovo) megváltoztatására. A község egyike volt azon településeknek, amelyek a szlovák nemzeti identitást erősítő nevet kaptak a második világháború után. A népszavazás eredményeként a választópolgárok többsége a történelmi név visszaállítására szavazott, melyet a szlovák kormány 2013. október 16-án elutasított. Ennek eredményeként a Kétnyelvű Dél-Szlovákia Mozgalom tagjai lecserélték a település szlovák helységnévtábláját és egy, a történelmi "Pered" nevet ábrázoló táblát helyeztek fel, melyet a hatóságok másnapra eltávolítottak. Az esetről a szlovákiai sajtó is hosszasan beszámolt.

### Vasúti Kétnyelvűség
A KDSZ a vasúti kétnyelvűség kérdését is hangsúlyosan kezelte. A mozgalom aktívan kampányolt azért, hogy a vasúti állomások és megállók neveit magyarul is kihelyezzék, és az ehhez szükséges intézkedések biztosítása érdekében levelezett a szlovák közlekedésügyi minisztériummal. 
2012 júniusában a mozgalom tagjai felújították az ekeli vasúti megálló épületét ill. elhelyeztek egy magyar nyelvű helységnévtáblát is. A hatóságok egy nap elteltével leszedték a magyar feliratot ábrázoló táblát. 2016 januárjáig hétszer helyezték fel, mindannyiszor sikertelenül.
2015 április 15-én a dunaszerdahelyi vasútállomáson is kétnyelvűsítették a homlokzati feliratot.

## Továbbélése
A KDSZ tevékenységéből merít a szlovák televízióban 2024-ben bemutatott Pressburg sorozat is, amiben a KDSZ mozgalom Felvidéki Betyárok néven szerepel.